# سیارک ۱۱۸۱۷۳
سیارک ۱۱۸۱۷۳ (به انگلیسی: 118173 Barmen، نامگذاری:1991GZ10) صد و هجده هزار و صد و هفتاد و سومین سیارک کشف شده‌است که در ۱۱ آوریل ۱۹۹۱ کشف شد.